# Colibrí calçat turquesa
El colibrí calçat turquesa (Eriocnemis godini) és una espècie d'ocell de la família dels troquílids. És endèmic de l'Equador, on viu a altituds d'entre 2.100 i 2.300 msnm. El seu hàbitat natural és un barranc àrid. És conegut únicament a partir de cinc espècimens recollits al segle xix i és possible que s'hagi extingit des d'aleshores. Si encara perdurés, estaria amenaçat per la destrucció gairebé total del seu hàbitat. Fou anomenat en honor de l'astrònom francès Jean-Louis Godin.